# Daphné Patakia
Daphné Patakia (Grieks: Δάφνη Πατακιά) (Brussel, 8 juni 1992) is een Belgisch-Grieks actrice.
Patakia groeide op in België en studeerde in 2013 af aan het Grieks Nationaal Theater. Ze speelde in verschillende Griekse films, o.a. in Djam uit 2017. In 2021 speelde ze in de film Benedetta.
- Bibliothèque nationale de France: cb177132402 (data)
- Gemeinsame Normdatei: 1168156424
- International Standard Name Identifier: 0000 0004 6453 3658
- Système universitaire de documentation: 224511254
- Virtual International Authority File: 7028152080608007230008
- WorldCat: E39PBJm4Y4hwYMFymW9VVVTj4q